# Camarila regală a lui Carol al II-lea al României
Camarila regală e o sintagmă care desemnează cercul de oameni din jurul regelui Carol al II-lea al României care au influențat politica, economia și mass-media României în a doua parte a perioadei interbelice. 